# Ип Хунфай
Ип Хунфай (иер. трад. 葉鴻輝, ютпхин: yip6 hung4fai1; род. 21 марта 1990, Британский Гонконг) гонконгский футболист, играющий на позиции голкипера в клубе «Истерн» Гонконгской Премьер-лиги, а также являющийся капитаном Сборной Гонконга.

## Карьера
Ип окончил учёбу в форме пятого уровня. Он был принят в Королевский колледж средней школы для обучения на форму шесть, но бросил учёбу, чтобы осуществить свою футбольную мечту. Он уже тогда выступал за сборную Гонконга до 17 лет.

### «Уоркабл»
Ип Хунфай начал свою профессиональную карьеру в клубе «Уоркабл», когда ему было всего 17 лет под руководством тренеров Лэй Киньво и Чхань Куинминя в 2007 году Его зарплата в то время была только 5 000 гонконгских долларов.. За время своей работы в ФК Уоркабл, он помог команде в неожиданной победе со счетом 1:0 над клубом Саут Чайна в Кубке лиги.

### «Истерн»
После того как Уоркабл покинул высшую лигу по итогам сезона 2007/08, Ип, вслед за тренерским тандемом перешёл в «Истерн». Но клуб не показывал хороших результатов и решил вернуться в Третий дивизион в конце сезона..

### Пегасус
Ип Хунфай перешёл в клуб «Пегасус» в 2009 году. После того как он помог клубу победить команду Ситизен со счетом 2:1 в финале Кубка Гонконга и получить соответственно путевку на Кубок АФК 2011, Хунфай объявил, что он переходит в команду чемпиона лиги Саут Чайна вместе с партнёром по команде Лау Нимъятом. Ип сказал, что он решил присоединиться к Саут Чайна перед финалом из-за удобного расположения клуба, где ему легче будет окончить обучение в школе. Он тоже сказал что не беспокоится о конкуренции с Чжан Чунхуэйем за место вратаря в стартовом составе.

### «Саут Чайна»
В 2010 году Ип Хунфай перешёл в клуб «Саут Чайна». 29 сентября 2010 года, в ходе визита в клуб главы скаутского отдела «Тоттенхэм Хотспур» Яна Брумфилда, он похвалил Ипа за его огромный потенциал. «Этот вратарь не высокий, но обладает очень хорошей реакцией и он быстро выходил из ворот, чтобы блокировать нападающих соперника. Он также очень предан и обладает высокой дисциплиной».
После победы над клубом Ист Бенгал в Кубке АФК 2011 в домашней игре 14 апреля 2011 года, нападающий Саут Чайна Матея Кежман высказал предположение, что Ип Хунфай может играть в европейских футбольных лигах.
Летом 2013 года Ип согласился подписать 4,5 летний контракт с «Гуйчжоу Жэньхэ». Однако, ему было отказано в регистрации китайской футбольной ассоциацией на том основании, что Ип не является китайским гражданином, и его приём будет нарушать правила китайской Суперлиги, которые требуют чтобы все голкиперы имели китайское гражданство.

### Второе пришествие в Истерн
В июне 2014 года, Ип вернулся в «Истерн» после того, как его контракт с «Саут Чайна» истёк.

## Сборная

### Гонконг U23
12 декабря 2009 Гонконг играл в финале Восточноазиатских игр 2009. Игра закончилась 1:1 после дополнительного времени. В серии послематчевых пенальти Ип Хунфай спас ворота от удара Сёхэя Оцуки до того как японский защитник Дайсуке Судзуки направил свой удар мимо ворот. Гонконг в итоге победил в серии пенальти 4:3 и завоевал первую в своей истории золотую медаль в футбольном турнире игр.
Ип Хунфай принял участие в Азиаде 2010 за сборную Гонконга до 23 лет. Сборная впервые вышла в плей-офф за 52 года после победы над Узбекистаном и Бангладеш и ничьей с ОАЭ. В плей-офф Гонконг был побежден Оманом со счетом 0:3, а Ип Хунфай отбил в той игре пенальти.
В отборочном турнире Олимпийских игр в Лондоне 2012 в матче против Узбекистана Ип Хунфай отбил пенальти в выездном матче и предотвратил крупное поражение Гонконга U23, проигравшего тот матч со счетом 0:2.
10 августа 2011 Футбольная ассоциация Гонконга объявила свой состав на футбольный турнир Восточноазиатских игр 2013. Из золотого состава 2009 года в команде остался только Ип Хунфай.

### Гонконг
Ип Хунфай принял участие в квалификации на Чемпионат Мира 2014 в матчах против Саудовской Аравии. Гонконг потерпел поражение со счетом 0:8 по сумме двух матчей.
В Кубке Гуандун-Гонконг 2012, первый матч на стадионе Гонконг закончился со счетом 2:2. После второго матча, закончившегося со счетом 0:0, в серии послематчевых пенальти Ип Хунфэй отбил 3 удара, и помог Гонконгу выиграть 5-4.

## Достижения

### Клубные
Саут Чайна
- Кубок лиги: 2010/11, 2013/14
- Кубок Гонконга: 2010/11
- Первый Дивизион: 2012/13

ТСВ Пегасус
- Кубок Гонконга: 2009/10

Истерн
- Премьер-лига: 2015/16
- Кубок Гонконга: 2019/20, 2023/24
- Суперкубок Гонконга: 2014/15, 2015/16

### В сборной
Гонконг
- Кубок Лонгтен (2): 2010, 2011
- Кубок Гуандон-Гонконг (2): 2012, 2013

Гонконг U23
- Восточноазиатские игры (1): 2009: Золото

### Индивидуальные
- Лучший голкипер Восточноазиатских игр (1): 2009
- Лучший молодой игрок Гонконга (2): 2010, 2013
- В составе Команды года Первого дивизиона (10): 2010, 2011, 2012, 2013, 2014, 2015, 2016, 2017, 2021, 2022

## Статистика

### Клубная карьера
| Клуб                 | Сезон                | Лига | Лига  | Кубки | Кубки | Континентальные | Континентальные | Итого | Итого |
| Клуб                 | Сезон                | Игр  | Голов | Игр   | Голов | Игр             | Голов           | Игр   | Голов |
| -------------------- | -------------------- | ---- | ----- | ----- | ----- | --------------- | --------------- | ----- | ----- |
| Уоркабл              | 2007/08              | 13   | 0     | 6     | 0     | -               | -               | 19    | 0     |
| Итого Уоркабл        | Итого Уоркабл        | 13   | 0     | 6     | 0     | -               | -               | 19    | 0     |
| Истерн               | 2008/09              | 21   | 0     | 4     | 0     | 6               | 0               | 31    | 0     |
| Истерн               | 2014/15              | 14   | 0     | 10    | 0     | -               | -               | 24    | 0     |
| Истерн               | 2015/16              | 15   | 0     | 8     | 0     | -               | -               | 23    | 0     |
| Истерн               | 2016/17              | 20   | 0     | 8     | 0     | 5               | 0               | 33    | 0     |
| Истерн               | 2017/18              | 16   | 0     | 4     | 0     | 1               | 0               | 21    | 0     |
| Истерн               | 2018/19              | 5    | 0     | 1     | 0     | -               | -               | 6     | 0     |
| Итого Истерн         | Итого Истерн         | 91   | 0     | 35    | 0     | 12              | 0               | 138   | 0     |
| Пегасус              | 2009/10              | 17   | 0     | 5     | 0     | -               | -               | 22    | 0     |
| Итого Пегасус        | Итого Пегасус        | 17   | 0     | 5     | 0     | 0               | 0               | 22    | 0     |
| Саут Чайна           | 2010/11              | 10   | 0     | 7     | 0     | 6               | 0               | 23    | 0     |
| Саут Чайна           | 2012/13              | 17   | 0     | 7     | 0     | -               | -               | 24    | 0     |
| Саут Чайна           | 2012/13              | 17   | 0     | 9     | 0     | -               | -               | 26    | 0     |
| Итого Саут Чайна     | Итого Саут Чайна     | 44   | 0     | 23    | 0     | 6               | 0               | 78    | 0     |
| Гуйчжоу Жэньхэ       | 2013                 | 0    | 0     | 0     | 0     | -               | -               | 0     | 0     |
| Итого Гуйчжоу Жэньхэ | Итого Гуйчжоу Жэньхэ | 0    | 0     | 0     | 0     | 0               | 0               | 0     | 0     |
| Итого за карьеру     | Итого за карьеру     | 165  | 0     | 69    | 0     | 18              | 0               | 252   | 0     |

Apps — Appearances; G.C. — Goals conceded; C.S. — Clean sheets.

### Сборная
| Сборная Гонконга | Сборная Гонконга | Сборная Гонконга |
| Год              | Игр              | Голы             |
| ---------------- | ---------------- | ---------------- |
| 2010             | 5                | 0                |
| 2011             | 5                | 0                |
| 2012             | 10               | 0                |
| 2013             | 7                | 0                |
| 2014             | 8                | 0                |
| 2015             | 11               | 0                |
| 2016             | 8                | 0                |
| 2017             | 8                | 0                |
| 2018             | 3                | 0                |
| Общая            | 65               | 0                |

## Профиль игрока
Ип имеет отличную скорость и рефлексы, что делает его идеальным голкипером при выходах один на один. У него есть замечательная способность выходить на соперника уменьшая угол обстрела, а также он может быстро реагировать на удары. Он также является специалистом по пенальти, отбив большое количество их за свою карьеру. Однако, Ип хуже играет при навесах и угловых из-за его невысокого роста.